# Eriosema psoraleoides
Eriosema psoraleoides är en ärtväxtart som först beskrevs av Jean-Baptiste de Lamarck, och fick sitt nu gällande namn av George Don jr. Eriosema psoraleoides ingår i släktet Eriosema och familjen ärtväxter. Inga underarter finns listade i Catalogue of Life.